# Herbert Blomstedt
Herbert Blomstedt (født 11. juli 1927 i Springfield, Massachusetts i USA) er en svensk dirigent.

## Historie
Blomstedt, der havde svenske forældre, flyttede i en alder af to tilbage til Sverige. Han studerede ved Kungliga Musikhögskolan og senere hos Igor Markevitch og Jean Morel ved Juilliard School i New York og Leonard Bernstein ved Berkshire Music Center.
For sine fortjenester for dansk musik er Herbert Blomstedt udnævnt til Ridder af Dannebrog og han har også modtaget både Carl Nielsen-prisen og Sonnings Musikpris i 2016. Han vandt Salzburg-dirigentkonkurrencen i 1955.
Han har været kapelmester for Norrköpings Symfoniorkester (1954-62), Oslo Filharmoniske Orkester, for Malmö SymfoniOrkester (1962-1963), DR Radiosymfoniorkestret (1967-1977), Sveriges Radios Symfoniorkester, Staatskapelle Dresden (1975-1985), San Francisco Symphony (1985-1995), NDR Sinfonieorchester (1995-1998) og Leipzig Gewandhausorchester fra 1998-2005.
I dag er han æresdirigent for DR Radiosymfoniorkestret, NHK Symphony Orchestra og Bamberger Symphonikerne. Han bærer desuden titlen Conductor Laureate for San Francisco Symphony Orchestra.
Som syvendedagsadventist øver han ikke fredag aften og lørdag, som kirken holder som sabbat. Dog afholder han koncerter i tidsrummet, da han ikke føler det er arbejde.
Herbert Blomstedt har indspillet en stribe værker på plademærkerne EMI, Eterna, Denon, Decca, Deutsche Gramophon, RCA og Querstand. Med DR Radiosymfoniorkestret indspillede han i 70'erne samtlige symfonier og koncerter af Carl Nielsen.
Med Staatskapelle Dresden indspillede han samtlige Beethovens og Schuberts symfonier, Antonín Dvořáks 8. symfoni, Bruckners 4. og 7. symfoni, Mozarts sidste fire symfonier samt diverse divertimenti og koncerter, Ein Heldenleben, Till Eulenspiegels lustige Streiche, Metamorphosen, Tod und Verklärung, Also sprach Zarathustra og Don Juan af Richard Strauss, Max Regers violinkoncert samt klaver- og klarinetkoncerter af Carl Maria von Weber.
I 1987 skrev Herbert Blomstedt en eksklusiv kontrakt med pladeselskabet Decca. I de følgende år indspillede han en række værker med San Francisco Symphony Orchestra på dette plademærke. Blandt de mest betydningsfulde indspilninger bør nævnes symfonierne af Carl Nielsen og Sibelius, Beethovens 1. og 3. symfoni, Berwalds 1. og 4. symfoni, Richard Strauss' Alpensymphonie samt 4. og 6. symfoni af Bruckner.
Med Gewandhausorchester har Herbert Blomstedt bl.a. indspillet Brahms 4. symfoni (Decca), Bruckners 8. symfoni (Querstand), Bruckners 9. symfoni (Decca), Felix Mendelssohns to klaverkoncerter (på Decca med Jean-Yves Thibaudet), High Mass af Sandström (Deutsche Grammophon) og Elias af Mendelsohn (RCA).